# 이채오 (1916년)
이채오(李采五, 1916년 2월 10일 경남 거제 ~ 2005년 5월 3일)는 제2대 국회의원을 지낸 대한민국의 정치인이다.

## 약력
- 통영공립수산학교 졸업
- 국회 상공분과위원회 간사
- 원양출어선단 심사위원
- 해양소년단 이사
- 대한수산중앙회 회장
- 한국원양어업협회 회장

## 역대 선거 결과
|  | 22.12% |

|  | 24.80% |

|  | 12.56% |

## 참고자료
- 이채오 - 대한민국헌정회
- “이채오 전 의원 별세”. 한겨레. 2005년 5월 3일. 2008년 2월 25일에 확인함.